# Joost Guntenaar
Joost Guntenaar (Amsterdam, 5 november 1944 – 10 januari 2017) was een Nederlandse fotograaf.

## Biografie
Guntenaar was een zoon van beeldhouwer Ben Guntenaar en kunstenares Elisabeth - Lies - Guntenaar-Koppers. Zijn broer Floris Guntenaar (Amsterdam, 1946) is industrieel ontwerper.
Guntenaar leerde rond 1963 het vak van de bekende naoorlogse fotograaf Ad Windig. In datzelfde jaar maakte hij de oversteek vanaf Bretagne naar Dakar, Senegal, op een tonijnvissersschip en reisde zes maanden door een aantal West-Afrikaanse landen met zijn camera. Deze fotoserie verscheen in boekvorm in 2015 (West-Afrika 1963). Daarnaast worden veel van zijn foto's gepubliceerd in onder andere Time Life, de Frankfurter Allgemeine, The Times en een aantal Nederlandse kranten en tijdschriften.

## Werken
Tussen 1965 en 2011 reisde Guntenaar met zijn camera rond in het Midden-Oosten (Libanon, Syrië, Jordanië), Europa (Spanje, Polen), Mauritanië, Noord-, Midden- en Zuid-Amerika, Opper-Volta, Bangladesh, India, Sri Lanka, Nepal, Cambodja, Oman, China en Suriname. Exposities zijn er onder andere in het Tropenmuseum in 1979 over China samen met John Kleinen en in het Rijksmuseum Amsterdam. Guntenaar ontving diverse awards voor zijn werk, waaronder de Beograd Biennale Award in 1985 voor zijn serie in zuidelijk Afrika. Voor dezelfde fotoserie ontving hij de UN Peace Award in New York en Moskou.
In 1982 was de expositie Schaalvergroting in landbouw en visserij te zien in het Rijksmuseum. Joost Guntenaar bracht de veranderende visserij in beeld, evenals de nog aanwezige restanten van kleinschalige visserijbedrijven.
Rond 1983 maakte Guntenaar een fotoboek van geplette colablikjes in opdracht van drukkerij Rosbeek die de blikjes drukte.
Zijn werk is onder andere te vinden in collecties van het Rijksmuseum, het Rijksprentenkabinet en de Keith de Lellis Gallery in New York. Vanaf 2009 maakte Guntenaar ook gebruik van time-lapsefotografie en legde onder andere een deel van de tien jaar durende renovatie van het Rijksmuseum vast (2010-2014). Hij maakte een time-lapse film van natuurgebied de Wijde Blik bij Kortenhoef (2011).
Guntenaar was getrouwd en had drie zoons.

## Publicaties
- Blurb-boekjes: West-Afrika 1963, De Ruijterkade Amsterdam 2010-2012, IJdock Amsterdam 2010-2013, China 1975